# Philodendron standleyi
Philodendron standleyi är en kallaväxtart som beskrevs av Michael Howard Grayum. Philodendron standleyi ingår i släktet Philodendron och familjen kallaväxter. Inga underarter finns listade.